# Trichaphodius hofferi
Trichaphodius hofferi är en skalbaggsart som beskrevs av Vladimir Balthasar 1943. Trichaphodius hofferi ingår i släktet Trichaphodius och familjen Aphodiidae. Inga underarter finns listade i Catalogue of Life.